# Programmation urbaine
La programmation urbaine est une pratique professionnelle qui s'inscrit parmi les études préalables aux études de conception urbaine. Elle a pour objectif de définir un certain nombre de paramètres relatifs au projet urbain préalablement à sa formalisation spatiale par un architecte-urbaniste et à sa réalisation opérationnelle par divers acteurs tels que les aménageurs, promoteurs, entreprises de travaux publics, etc. Elle est reconnue en tant que telle depuis les années 1970 et s'inscrit en lien avec la notion de projet urbain, en rupture avec les pratiques précédentes de planification urbaine. 
Elle est pratiquée par des professionnels issus des sciences sociales, et a un rôle qui est à cheval entre celui de l'expertise et du management de projet : en effet, l'on considère que la structuration des données programmatiques d'un projet simultanément ou non à son plan, peut être l'occasion de « structurer le dialogue, d’expliciter des conflits et de construire des arbitrages ». 
En France, elle est cadrée par la Loi relative à la maîtrise d'ouvrage publique et à ses rapports avec la maîtrise d'œuvre privée, en ce qu'elle place la démarche de programmation sous la responsabilité unique de la maîtrise d'ouvrage.

## Pour en savoir plus
- CEREMA - Outils de l'aménagement - La programmation urbaine